# Williamstown (Nova Jersey)
Williamstown és una concentració de població designada pel cens dels Estats Units a l'estat de Nova Jersey. Segons el cens del 2000 tenia 11.812 habitants.

## Demografia
Segons el cens del 2000, Williamstown tenia 11.812 habitants, 4.484 habitatges, i 3.223 famílies. La densitat de població era de 740,4 habitants per km².
Dels 4.484 habitatges en un 32,6% hi vivien nens de menys de 18 anys, en un 55,6% hi vivien parelles casades, en un 12,2% dones solteres, i en un 28,1% no eren unitats familiars. En el 23,8% dels habitatges hi vivien persones soles l'11,6% de les quals corresponia a persones de 65 anys o més que vivien soles. El nombre mitjà de persones vivint en cada habitatge era de 2,63 i el nombre mitjà de persones que vivien en cada família era de 3,13.
Per edats la població es repartia de la següent manera: un 25,2% tenia menys de 18 anys, un 8% entre 18 i 24, un 29% entre 25 i 44, un 23% de 45 a 60 i un 14,9% 65 anys o més.
L'edat mediana era de 37 anys. Per cada 100 dones de 18 o més anys hi havia 85,4 homes.
La renda mediana per habitatge era de 44.200 $ i la renda mediana per família de 51.552 $. Els homes tenien una renda mediana de 40.411 $ mentre que les dones 29.112 $. La renda per capita de la població era de 19.112 $. Aproximadament el 5,5% de les famílies i el 7,5% de la població estaven per davall del llindar de pobresa.

## Poblacions més properes
El següent diagrama mostra les poblacions més properes.